# Argyrolobium lotoides
Argyrolobium lotoides är en ärtväxtart som beskrevs av Ernst Rudolf von Trautvetter. Argyrolobium lotoides ingår i släktet Argyrolobium och familjen ärtväxter. Inga underarter finns listade i Catalogue of Life.